# Карашеу (Сату Маре)
Карашеу (рум. Cărășeu) насеље је у Румунији у округу Сату Маре у општини Кулчу. Oпштина се налази на надморској висини од 133 m.

## Становништво
Према подацима из 2002. године у насељу је живело 1161 становника.

### Попис2002.
| Расподела становништва по националности 2002.‍ | Расподела становништва по националности 2002.‍ | Расподела становништва по националности 2002.‍ | Расподела становништва по националности 2002.‍ | Расподела становништва по националности 2002.‍ |
| --------------------------------------------- | --------------------------------------------- | --------------------------------------------- | --------------------------------------------- | --------------------------------------------- |
|                                               |                                               |                                               |                                               |                                               |
| Румуни                                        | Румуни                                        |                                               | 317                                           | 27,4%                                         |
| Мађари                                        | Мађари                                        |                                               | 839                                           | 72,6%                                         |